# آمریکو روفینو
آمریکو روفینو (انگلیسی: Américo Ruffino; ۲۷ ژوئیهٔ ۱۹۰۵ – ۴ ژوئیهٔ ۱۹۸۸) بازیکن فوتبال اهل آرژانتین بود.
از باشگاه‌هایی که در آن بازی کرده‌است می‌توان به باشگاه فوتبال تراپانی، باشگاه فوتبال پالرمو، و باشگاه فوتبال تورینو اشاره کرد.